# San Germán (San Germán)
San Germán es un barrio-pueblo ubicado en el municipio de San Germán en el estado libre asociado de Puerto Rico. En el Censo de 2010 tenía una población de 2660 habitantes y una densidad poblacional de 3.093,47 personas por km².

## Geografía
San Germán se encuentra ubicado en las coordenadas 18°4′52″N 67°2′36″O / 18.08111, -67.04333. Según la Oficina del Censo de los Estados Unidos, San Germán tiene una superficie total de 0.86 km², que corresponden a tierra firme.

### Distrito Histórico de San Germán
El Distrito Histórico de San Germán es el nombre con que se le concedió al  centro histórico de San Germán cuando fue inscripto en el Registro Nacional de Lugares Históricos. Está localizado en lo que se denomina «San Germán Pueblo», el centro y el área más antigua de la ciudad.

## Demografía
Según el censo de 2010, había 2660 personas residiendo en San Germán. La densidad de población era de 3.093,47 hab./km². De los 2660 habitantes, San Germán estaba compuesto por el 84.44% blancos, el 6.5% eran afroamericanos, el 0.41% eran amerindios, el 0.3% eran asiáticos, el 6.09% eran de otras razas y el 2.26% pertenecían a dos o más razas. Del total de la población el 98.8% eran hispanos o latinos de cualquier raza.